# Visitazione (Raffaello)
La Visitazione è un dipinto a olio su tavola trasportato su tela (200x145 cm) di Raffaello Sanzio e aiuti, databile al 1517 circa e conservato nel Museo del Prado di Madrid. L'opera è firmata su una pietra in primo piano "RAPHAEL URBINAS F.[ecit] MARINVS BRANCONIVS F.F".

## Storia
La tavola fu commissionata da Giovanni Battista Branconio, protonotaro apostolico, per volere di suo padre Marino, che la destinò alla chiesa di San Silvestro all'Aquila; fu pagata 300 scudi. La scelta del soggetto è sicuramente legata a questioni di devozione familiare: la moglie di Marino Branconio si chiamava infatti Elisabetta, che per questo aveva dato al figlio il nome Giovanni Battista. 
Nel 1655 l'opera fu requisita da don García de Avellaneda y Haro, viceré di Napoli, che ne fece dono al sovrano Filippo IV di Spagna. Approdato alla corte di Madrid, il quadro fu donato dal re al monastero dell'Escorial insieme ad altri prestigiosi dipinti delle collezioni regie, il cui allestimento nel monastero simbolo della monarchia ispanica fu curato da Diego Velázquez. 
Durante l'occupazione napoleonica il dipinto fu confiscato dai francesi come preda di guerra e inviato, nel 1813, a Parigi dove rimase, accluso alle collezioni del Louvre, fino 1822: qui si procedette al trasporto su tela della superficie pittorica dato il deterioramento dell'originario supporto ligneo. Con la Restaurazione la Visitazione ritornò in Spagna e fu ricollocata nell'Escorial, dove rimase fino al 1837. In quell'anno, come molte delle altre opere di maggior valore già nel monastero reale, fu infatti trasferita nelle raccolte del Prado.
Ideato e in parte personalmente eseguito dall'Urbinate, è diffusa opinione critica che nella realizzazione del dipinto intervennero anche aiuti del maestro e segnatamente Giovan Francesco Penni e Giulio Romano.

## Descrizione e stile
In primo piano va in scena la visitazione, con la figura monumentale di sant'Elisabetta che incede verso Maria incinta. La prima è anziana e nella sua concitazione si legge tutta la sorpresa per la miracolosa gravidanza che l'ha riguardata in età così tarda. La scena è ambientata in un luminoso paesaggio, con il Battesimo di Cristo sullo sfondo, corredato da una sfolgorante apparizione del Creatore tra angeli, di michelangiolesca memoria, che ricorda da vicino la Visione di Ezechiele nella Galleria Palatina a Firenze.